# میسی دوسلدورف
میسی دوسلدورف (انگلیسی: Messe Düsseldorf) شرکت تبلیغات آلمانی است، که در سال ۱۹۴۷ تأسیس شد.